# Милутин Ђуришић
Милутин Ј. Ђуришић (Парци, 27. март 1904—Подгорица, 13. август 1963) је био правник и дипломата.

## Биографија
Рођен је од оца Јока, официра црногорске народне војске, и мајке Јане. Гимназију је завршио у Никшићу. Дипломирао је на Правном факултету у Суботици.
Као стипендиста Краљевине Југославије, докторирао је 1934. године на Правном факултету Универзитета у Паризу (Сорбона), одбранивши тезу под насловом L'assistance mutuelle des banques d'émission depuis la guerre.
Након докторирања, враћа се у земљу и обавља приправнички стаж у адвокатској канцеларији у Бару.
Говорио је неколико страних језика.

## Дипломатска каријера
Послије завршетка приправничког стажа, ступио је у дипломатску службу Краљевине Југославије.
Од 1936. године до почетка Другог свјетског рата обављао је дужност генералног секретара у југословенском посланству у Будимпешти.
По избијању рата, бива враћен у Београд, након чега, са члановима краљевске владе и другим званичницима, одлази у Јерусалим. Из Јерусалима бива упућен, преко Каира, у Јужноафричку Унију.
До краја 1945. године био је на дужности генералног конзула Краљевине Југославије, односно Демократске Федеративне Југославије, у Јужноафричкој Унији, са сједиштем у Кејптауну.
Након опозива враћа се у Београд, а потом у Подгорицу, гдје је радио као адвокат. Умро је 1963. године.

## Лични живот
Био је ожењен Вероником (Вером) Поповић, кћерком др Ивана Поповића, професора и управитеља Текелијанума у Будимпешти, с којом је имао синове Ивана и Јока (обојица љекари) и кћерку Љубицу.